# Ibrahima Coulibaly
Ibrahima Coulibaly (...) è un sindacalista maliano, presidente del Coordination Nationale des Organisations Paysannes (CNOP) e membro dell'Association des Organisations Paysannes Professionnelles (AOPP), movimenti che si impegnano per la sicurezza alimentare nel mondo.
Personaggio scomodo del panorama africano, ha fortemente criticato la Banca Mondiale per aver mal indirizzato le politiche economiche e agricole di paesi centrafricani, determinando fortemente una grave crisi alimentare.
È stato promotore dell'ingresso del CNOP nel movimento di Via Campesina e del nuovo orientamento della legge agricola dello stato maliano.